# Pinanga subterranea
Pinanga subterranea, vrsta je palme otkrivene 2023. godine.

## Opis
Ova sićušna nova vrsta palme toliko je neugledna da se čak i zrele biljke mogu lako zamijeniti za sadnice. Pa ipak, ovo je izvanredna biljka – njezini cvjetovi i plodovi nastaju ispod zemlje.
Znanost je ovu vrstu zanemarila unatoč tome što raste na šumskom tlu diljem Bornea. Njegove jarkocrvene, mekane, slatke plodove cijene bradate svinje, za koje se smatra da raspršuju sjemenke. Znanstvenici nemaju pojma kako se biljka oprašuje.
Poseban epitet aludira na palmine podzemne navike. Stabljika pokazuje ono što znanstvenici nazivaju „rast saksofona”. Nakon klijanja raste ravno prema dolje prije nego što napravi polukružni zaokret prema površini, ali samo lišće izlazi iznad zemlje.